# (22185) Štiavnica
22185 Stiavnica (2000 YV28) – planetoida z pasa głównego asteroid okrążająca Słońce w ciągu 5,73 lat w średniej odległości 3,2 j.a. Odkryta 29 grudnia 2000 roku.